# یخچال طبیعی گریندل والد
یخچال طبیعی گریندل والد (به لاتین: Upper Grindelwald Glacier) یک یخچال طبیعی در سوئیس است که در کانتون برن واقع شده‌است.